# Jawed Karim
Jawed Karim (tiếng Bengal: জাওয়েদ করিম) là một kỹ sư phần mềm và doanh nhân người Mỹ gốc Đức. Anh được biết đến rộng rãi với vai trò là cha đẻ của YouTube.

## Sự nghiệp
Jawed Karim sinh ngày 28 tháng 10 năm 1979. Anh lớn lên tại Đức và cùng gia đình chuyển đến Mỹ vào năm 1992. Anh tốt nghiệp trường cấp ba Central và theo học đại học tại University of Illinois at Urbana-Champaign. Anh rời trường học trước khi tốt nghiệp để trở thành nhân viên của Paypal, nhưng đã lại tiếp tục tiến trình học và đạt được bằng tú tài ngành khoa học máy tính vào năm 2004.
Trong khi làm việc tại PayPal, Karim đã gặp Chad Hurley và Steve Chen. Ba người sau đó đã thành lập trang web chia sẻ video YouTube vào năm 2005. Đoạn phim đầu tiên của YouTube, Me at the zoo, là đoạn phim được tải lên bởi Jawed vào ngày 23 tháng 4 năm 2005.
Sau hai sự kiện lớn, sự kiện sóng thần tại Ấn Độ Dương năm 2004 và sự kiện Janet Jackson lộ ảnh nóng, Jawed Karim cảm thấy rất khó khăn trong việc tìm kiếm các video liên quan đến các sự kiện như thế, anh nảy ra ý tưởng sáng lập ra một Website chia sẻ video, sau đó Jawed Karim đã đề suất ý tưởng với Hurley, Chen. Sau đó, cả ba bắt tay vào làm và đã lập ra YouTube.
Sau khi sáng lập công ty và phát triển thương hiệu YouTube cùng Chad Hurley và Steve Chen, Karim tốt nghiệp ngành khoa học máy tính tại trường đại học Stanford trong khi đang là cố vấn của YouTube. Khi YouTube được bán lại cho Google, Karim nhận được 137.443 cổ phiếu, có giá trị khoảng 64 triệu dollar Mỹ dựa trên giá cổ phiếu của Google tại thời điểm đó.
Sau một năm chính thức hoạt động, tháng 10 năm 2006, Google công bố mua lại YouTube với giá 1,65 tỷ USD (tương đương với 37.512 nghìn tỉ đồng) Karim làm cố vấn cho YouTube khi đó anh đang học tại Stanford, anh được chia 137.443 cổ phiếu của Google, tương đương với 64 triệu USD tại thời điểm này.
Vào tháng 10 năm 2006, Jawed đưa ra bài giảng về lịch sử của YouTube tại hội nghị ACM hàng năm của đại học Illinois với tựa đề YouTube: Từ khái niệm đến sự phát triển vượt bậc (YouTube: From Concept to Hyper-growth), Bài giảng bao gồm những bức ảnh và những đoạn phim của Jawed, Chad và Steve từ những ngày ở ga-ra của YouTube. Jawed sau đó quay trở lại trường đại học Illinois vào tháng 5 năm 2007, trở thành người phát ngôn khai giảng thứ 136 và cũng là người phát ngôn khai giảng trẻ nhất trong lịch sử của ngôi trường này.
Gần đây, Jawed vừa thành lập một quỹ mạo hiểm với tên Youniversity Ventures, với mục đích giúp các sinh viên và các cựu sinh viên đại học có thể thực hiện và phát triển ý tưởng kinh doanh của mình.

## Cuộc sống cá nhân
Karim sinh tại Merseburg, Đông Đức vào ngày 28 tháng 10 năm 1979 và chuyển về Tây Đức một năm sau đó. Cha của Jawed, Naimul Karim là một nhà nghiên cứu người Mỹ gốc Bangladesh tại 3M. Mẹ của anh, Christine Karim, là một nhà khoa học người Đức và là một giáo sư nghiên cứu ngành sinh học của trường đại học Minnesota.